# Musculus temporalis
Der Musculus temporalis (lat. für Schläfenmuskel) ist ein Skelettmuskel und gehört zur Kaumuskulatur. 

## Aufbau und Funktion

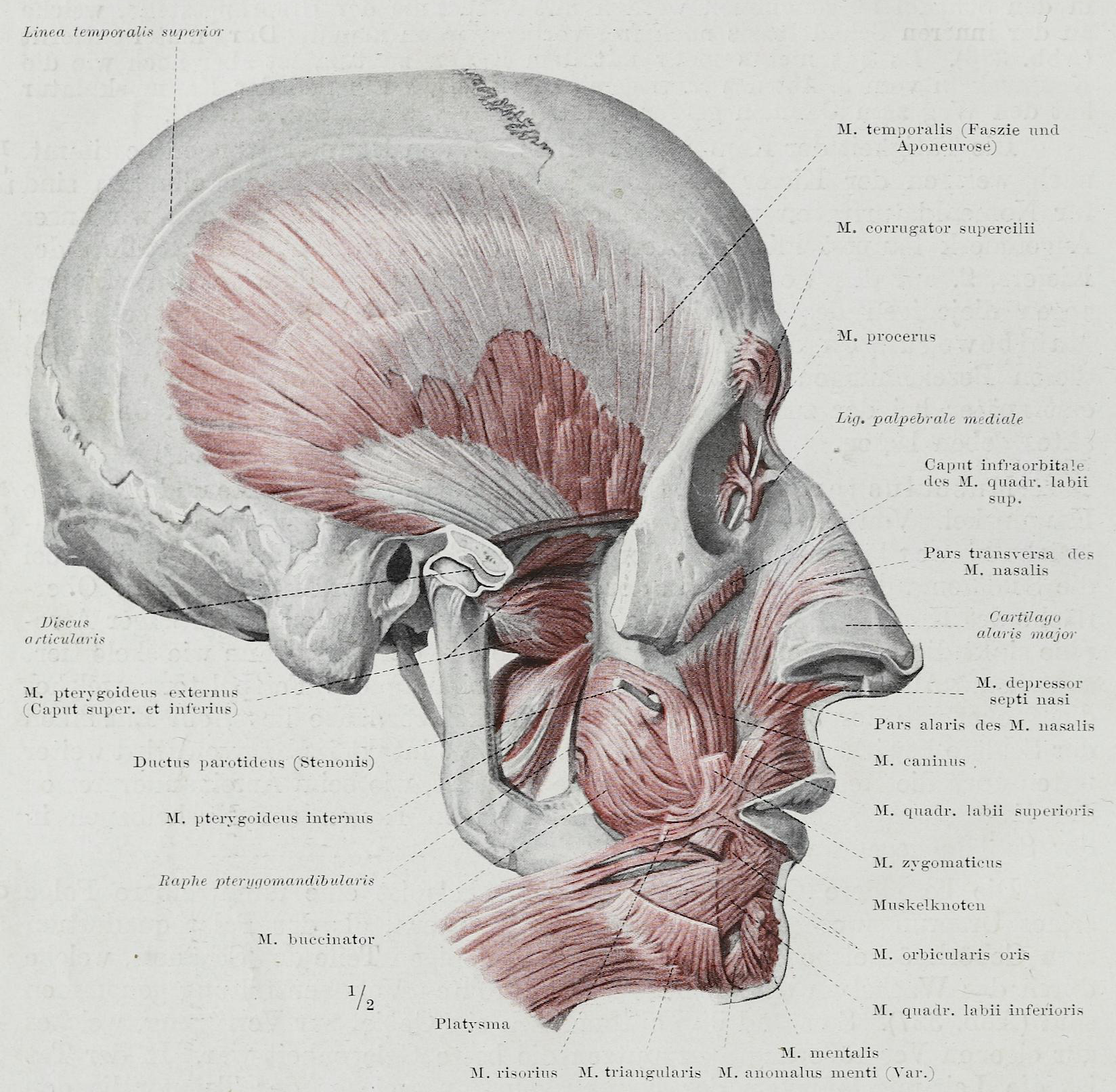
Musculus temporalis

Der Muskel hat seinen Ursprung insbesondere an der Außenseite des Schläfenbeins (Os temporale) zwischen dessen Linea temporalis inferior und der Christa infratemporalis. Darüber hinaus haben ventrale Muskelabschnitte ihren Ursprung an angrenzenden Knochen: dem Jochbein (Os zygomaticum), dem Stirnbein (Os frontale) und dem Keilbein (Os sphenoidale). dorsale Muskelanteile entspringen am Scheitelbein (Os parietale). Diese leicht eingesenkte Knochenplatte an der Ursprungsfläche des Muskels wird als Fossa temporalis bezeichnet und vom Muskel ausgefüllt. Die Fascia temporalis bedeckt den Muskel. Aufgrund seines breitflächigen Ursprungs hat der Muskel eine große Querschnittsfläche und ist der stärkste Kaumuskel. Der Muskel bzw. dessen Sehne durchzieht den Raum medial des Jochbogens (Arcus zygomaticus). 
Die Ansatzfläche des Muskels liegt an der Spitze und Innenfläche des Processus coronoideus des Unterkiefers (Mandibula).
Der Musculus temporalis wirkt auf das Kiefergelenk. Er hebt durch seine senkrechten Fasern den Unterkiefer und führt damit zum Kieferschluss (Adduktionsbewegung). Der dorsale Anteil des Muskels zieht den Kiefer zurück (Retrusion). Weiterhin ist der Muskel an Mahlbewegungen beim Kauen beteiligt.
Über Muskeläste des Pars pterygoidea der Arteria maxillaris wird der tiefe Anteil des Muskels mit arteriellem Blut versorgt, der oberflächliche Teil des Muskels wird durch Äste der Arteria temporalis superficialis versorgt. Der Muskel wird von Nervi temporales profundi aus dem Nervus mandibularis, dem dritten Hauptast des Nervus trigeminus (5. Hirnnerv) innerviert (über speziell-viszeroefferente Fasern aus dem Nucleus motorius nervi trigemini).

## Entwicklung
Wie auch die anderen Muskeln der Kaumuskulatur geht der Musculus temporalis aus dem ersten Kiemenbogen (Schlundbogen) hervor.